# ロレッタ・リーズ
ロレッタ・リーズ（Loretta Lees）は、おもにジェントリフィケーションに関する研究で知られるイギリスの地理学者、レスター大学教授。
「スーパージェントリフィケーション (supergentrification)」という概念を提起したのは、ニューヨークのブルックリン・ハイツを例を踏まえたリーズであったとされている。

## 経歴
1995年にエディンバラ大学からPh.D.を取得し、カナダのブリティッシュコロンビア大学の研究員を経て、1997年からキングス・カレッジ・ロンドンの人文地理学の教員となった。2013年9月にレスター大学教授に転じた。

## おもな著書

### 共著書
- LEES,L., Slater,T. and Wyly,E. (2008) Gentrification, Routledge: New York.
- LEES,L., Slater,T. and Wyly,E. (2010) The Gentrification Reader, Routledge: London.
- LEES,L.,  Shin,H. and Lopez-Morales,E. (2016) Planetary Gentrification, Polity Press: Cambridge.